# Ácido lactobiónico
El ácido lactobiónico (4-O-β-galactopiranosyl-D-gluconic acid), clasificado químicamente como ácido aldobiónico o ácido biónico (BA), consiste en la unión de un carbohidrato (galactosa) y un ácido aldónico (ácido glucónico). Otras moléculas de este tipo son el ácido maltobiónico y el ácido celobiónico. Debido a la su estructura química, con un grupo hidroxilo en el carbono α, es considerado también un alfahidroxiácido. 
El ácido lactobiónico se obtiene a partir de la oxidación de la lactosa.

## Propiedades
- Es una molécula higroscópica, atrae y retiene el agua con gran facilidad.
- Tiene una gran capacidad antioxidante quelante, evita la formación de radicales hidroxil mediante la formación de un complejo con Fe (II), metal oxidante productor de radicales libres.[2]
- Funciona como inhibidor de las metaloproteinasas de la matriz (MMP), enzimas que degradan las macromoléculas de ésta, como el colágeno.[3]

## Aplicaciones
- Debido a su gran capacidad protectora es utilizado como ingrediente en las soluciones que preservan los órganos para trasplante.
- Sus propiedades hidratante y protectora (frente a radicales libres y degradación del colágeno), lo convierten en un activo muy apreciado en las formulaciones cosméticas para el cuidado de la piel y la prevención del fotoenvejecimiento.[3]